# Pseudomonadales
Pseudomonadales är en ordning som innefattar ett antal familjer med stavformiga bakterier som ofta är mer eller mindre polymorfa. Ensamma eller kolonibildande samt med eller utan slemhölje. De är antingen rörliga eller orörliga.

## Familjer
- Pseudomonadaceae - Enkla, raka eller krökta stavar med polära cilier som innefattar släktena Pseudomonas, Nitrosomonas, Vibrio, Spirillum, Thiospirillum, Myxococcus
- Serratiaceae - Hela cellen är beklädd med cilier. Arten Serratia prodiglosa kallas järteckenbakterien
- Nitrobacteriaceae - Med ogrenade och orörliga celler. Hit hör framför allt nitratbakterier och järnbakterier. Familjen innefattar även purpurbakterier och svavelbakterier. Släkten är Nitrobacter, Didymohelia, Sideromonas, Siderocapsa, Thiodictyon